# Гевхерхан-султанија (ћерка Мурата IV)
Гевхерхан-султанија је била ћерка Мурата IV.

## Живот
Султанија Гевхерхан је рођена у фебруару 1630. године, убрзо након смрти полусестре свог оца Гевхерхан-султаније, у чију је част добила име. Већ 1645. године је удата по наређењу султаније Косем за Хасеки Мехмед-пашу.
Како Гевхерхан није пописана међу преживелим султанијама у харемским записима из 1648. и 1649. године, мора да је умрла 1646/47 године. Након њене смрти, Мехмед-паша ће се 1653. године оженити Ајше-султанијом, ћерком султаније Турхан.